# Ashes Against the Grain
Ashes Against the Grain – trzeci album studyjny zespołu Agalloch. Został wydany 8 sierpnia 2006 roku przez The End Records.  

## Lista utworów
Na podstawie materiału źródłowego:
1. "Limbs"
2. "Falling Snow"
3. "This White Mountain on Which You Will Die"
4. "Fire Above, Ice Below"
5. "Not Unlike the Waves"
6. "Our Fortress Is Burning... I"
7. "Our Fortress Is Burning... II - Bloodbirds"
8. "Our Fortress Is Burning... III - The Grain"